# Matthias Schulz (Theologe)
Matthias Georg Siegfried Schulz (* 13. Januar 1900 in Stettin; † 5. Januar 1981 in West-Berlin) war ein deutscher lutherischer Theologe und Kirchenrat.

## Leben
Nach seinem Militärdienst im Jahre 1918 studierte Schulz von 1919 bis 1923 Theologie und zunächst auch Philosophie in Rostock, Breslau, Erlangen und Leipzig. Seine theologischen Lehrer waren u. a. Friedrich Hashagen, Hans Preuß, Ludwig Ihmels, Paul Althaus d. Ä., Werner Elert und Erich Schaeder. Während des Studiums wurde er Mitglied im Rostocker, Erlanger und Leipziger Wingolf.
1923 wurde er ordiniert und im folgenden Jahr nahm er seine erste Stelle als Hilfsprediger der altlutherischen Kirche in Berlin an. 1924 wechselte er nochmals als Hilfsprediger an die Parochie Marienwerder und wurde dort 1925 zum Pfarrer (Parochus) berufen. 1929 kam er als Pfarrer an die Erlöserkirche nach Düsseldorf, von wo er parallel die Auferstehungsgemeinde in Duisburg bediente. 1933 war er Jugendpastor der Rheinisch-westfälischen Diözese und ebenfalls ab 1933 jedoch bis 1937 war er Bundesführer des evangelisch-lutherischen Jünglingsbundes. Mit seiner Lizenziatenarbeit „Der Begriff der Seelsorge bei Claus Harms und Löhe“, die er parallel zu seiner normalen Gemeindearbeit schrieb (betreut von Friedrich Ulmer), wurde Schulz 1934 in Erlangen promoviert. Ab 1935 war er als Pfarrer der Westgemeinde Berlin und der Gemeinde der Kirche zum Heiligen Kreuz in Wilmersdorf tätig. Seinen erneuten Militärdienst leistete er von Juni bis Oktober 1940 ab. 1944 nahm er eine Stelle als Pfarrverweser in Jabel an.
1946 kam er in Berlin in Kontakt zu führenden Persönlichkeiten der altpreußischen Union, u. a. zu Otto Dibelius, Kurt Scharf und Oskar Söhngen. In dieser Zeit war er außerdem an den Lehrgesprächen mit der Evangelisch-Lutherischen Freikirche beteiligt, die 1947 mit den Einigungssätzen und Feststellung von Kirchen- und Abendmahlsgemeinschaft ihren Abschluss fanden. Damit erfüllte sich ein Wunsch, den er schon seit seinen Leipziger Studienzeiten hegte. Von 1947 bis 1952 war er Mitglied im Kirchenrat der altlutherischen Kirche, als welcher er seine Kirche im Lutherrat vertrat, sowie Leiter der Dienststelle Berlin des altlutherischen Oberkirchencollegiums (OKC). Von 1948 bis 1950 übernahm er dort faktisch die Position des Geschäftsführers.
Als die neue Dienststelle Ost des Oberkirchencollegiums etabliert wurde, übernahm er ab 1950 bis 1961 die Funktion des Dienststellenleiters. 1961 wechselte er bis 1973 als Leiter zur Dienststelle des Oberkirchencollegiums Berlin-West, wobei er gleichzeitig 1961 Superintendendurverwalter der West-Berliner Gemeinde wurde. Als Pastor trat er 1970 seine Pension an. Von der Position des Superintendendurverwalters trat er 1972 und als Kirchenrat 1973 zurück.
Matthias Schulz war 1950 einer der ersten Pfarrer in der altlutherischen Kirche, der nach dem Krieg zum altkirchlichen bzw. alten lutherischen Brauch zurückkehrte und Albe bzw. Chorrock und Stola als gottesdienstliche Gewandung bei der Feier des Altarsakraments an Festtagen und in den Festzeiten des Kirchenjahres trug.
1950 verlieh ihm das Concordia Seminary in St. Louis die Ehrendoktorwürde.
Matthias Schulz starb Anfang Januar 1981, kurz vor seinem 81. Geburtstag, in Berlin. Sein Grab befindet sich auf dem Alten Luisenstädtischen Friedhof in Berlin-Kreuzberg.

## Schriften
- Formende Kräfte der Zeit und evangelische Verkündigung. Gütersloh 1932.
- Der Begriff der Seelsorge bei Claus Harms und Löhe. Gütersloh 1934.
- als Hrsg. mit Heinrich Willkomm: Tägliche Hausandachten. Berlin 1950.
- Wer war Jesus? Berlin 1956.
- Die Entstehung der Evangelien. Berlin 1957.
- Die Prinzipien der preussischen Union und die Gegenwart. Uelzen 1961.
- Die Auswanderung der Altlutheraner im 19. Jahrhundert und ihre kirchlichen Folgerungen. Mühlheim/Main 1961.
- Die Bibel und das alte Assyrien. Berlin 1964.
- Der Arzt Lukas und die Apostelgeschichte. Berlin 1964.
- Abraham und seine Zeit. Berlin 1964.
- Was ich erlebte. (Maschinengeschriebenes Manuskript seiner Lebenserinnerungen, ca. 1974, im Bestand der Lutherischen Theologischen Hochschule)
- Die Schriften des Neuen Testaments. Ihre Entstehung und ihre Echtheit. Berlin 1977.
- Gottfried Garbe oder die Geschichte einer Bekehrung. Groß Oesingen 1979.